# Credo Reference
Credo Reference, abans Xrefer, és una empresa que ofereix material de referència en línia basat en un sistema de subscripció. Ofereix textos complets en línia de prop de 1.200 obres de referència publicades per més de 70 editorials, incloent diccionaris generals, diccionaris temàtics i enciclopèdies.
L'empresa va ser fundada el 1999 com Xrefer i inicialment era un proveïdor de lliure accés a diverses dotzenes d'obres de referència. El servei de subscripció «Xreferplus» va iniciar en 2002, oferint una àmplia col·lecció de materials de referència i una interfície personalitzable. El lloc Xrefer de lliure accés va tancar el juny de 2003. El nom Credo Reference va ser adoptat el 2007, any en què la companyia va traslladar la seva oficina de Londres a Oxford.
Les subscripcions estan disponibles per a biblioteques acadèmiques, governamentals, públiques i empresarials. L'accés a Credo Reference és gratuït per als usuaris finals sempre que la seva biblioteca estigui subscrita. Credo Reference ofereix diversos paquets, la qual cosa permet als bibliotecaris seleccionar els títols que desitgi incloure.